# Lasberg
Lasberg je městys v rakouské spolkové zemi Horní Rakousy, v okrese Freistadt
K 1. lednu 2014 zde žilo 2 762 obyvatel.